# Варади, Юлия
Юлия Ва́ради (венг. Várady Júlia, урождённая венг. Júlia Tözsér, родилась 1 сентября 1941 года в городе Надьварад, Венгрия (в настоящее время Орадя, Румыния)) — румынская и немецкая оперная певица.

## Жизнь и карьера
В возрасте шести лет Юлия начала брать уроки игры на скрипке в консерватории города Клуж-Напока, а в четырнадцать лет — уроки пения у Эмилии Попп. Позднее обучалась вокалу в Бухаресте с Артой Флореску.
Дебютировала в качестве меццо-сопрано в 1962 году в опере Клуж-Напока, где исполняла партии Орфея в опере Глюка «Орфей и Эвридика» и Фьордилиджи в опере Моцарта «Так поступают все женщины».
В 1970 году поступила во Франкфуртскую оперу и с тех пор пела в основном в Западной Европе. В 1973 году перешла в Баварскую государственную оперу в Мюнхене, а позднее была принята в Берлинскую немецкую оперу. Варади выступала в Королевском театре Ковент-Гарден в Лондоне, Венской опере, Метрополитен-опере в Нью-Йорке, Ла Скала в Милане, Театре Колон в Буэнос-Айресе, Опере Бастилии в Париже, а также на Зальцбургском, Мюнхенском и Эдинбургском фестивалях. В 1978 году исполнила партию Корделии на премьере оперы Ариберта Раймана «Лир» в Баварской государственной опере.
В 1977 году Варади вышла замуж за немецкого баритона Дитриха Фишера-Дискау. В 1988 году оставила сцену. Работает приглашённым профессором в Берлинской высшей школа музыки имени Эйслера.
Среди записей партии Лизетты в оп. "Тайный брак" Чимарозы (дир. Баренбойм, Deutsche Grammophon), Вителлии в "Милосердии Тита" Моцарта (дир. Гардинер, Deutsche Grammophon).

## Партии
Ниже приведён перечень наиболее важных партий, исполненных Юлией Варади на оперной сцене. В этот список не включены партии, исполненные в студии звукозаписи (например, Императрица в «Женщине без тени» Рихарда Штрауса) или в концертах (как Леонора в «Фиделио» Бетховена и Фиделия в «Эдгаре» Пуччини), но не исполнявшиеся певицей на оперной сцене.

| - Б. Барток, «Замок герцога Синяя Борода» — Юдит - Ж. Бизе, «Кармен» — Микаэла - А. П. Бородин, «Князь Игорь» — Кончаковна - Р. Вагнер: - «Риенци» — Ирена - «Летучий голландец» — Сента - «Нюрнбергские мейстерзингеры» — Ева - «Золото Рейна» — Фрея - «Валькирия» — Зигруна и Зиглинда - Дж. Верди: - «Набукко (опера)» — Абигайль и Фенена - «Дон Карлос» — Тебальдо и Елизавета - «Отелло» — Дездемона - «Аида» — Аида - «Трубадур» — Леонора - «Сила судьбы» — Леонора - «Травиата» — Виолетта - «Бал-маскарад» — Амелия - Г. Ф. Гендель, «Ариоданте» — Гиневра - К. В. Глюк: - «Альцеста» — Альцеста - «Орфей и Эвридика» — Орфей - Ш. Гуно, «Фауст» — Маргарита - П. Масканьи, «Сельская честь» — Сантуцца | - В. А. Моцарт: - «Идоменей, царь Критский» — Электра - «Свадьба Фигаро» — Сюзанна, Керубино, Графиня - «Дон Жуан» — Эльвира и Анна - «Так поступают все» — Фьордилиджи - «Милосердие Тита» — Вителлия - «Волшебная флейта» — Памина - Ж. Оффенбах, «Сказки Гофмана» — Джульетта и Антония - Дж. Пуччини: - «Мадам Баттерфляй» — Чио-чио-сан и Кэт Пинкертон - «Турандот» — Лю - «Плащ» — Жоржетта - А. Райман, «Лир» — Корделия - Дж. Россини: - «Золушка» — Анджелина - «Граф Ори» — Адела - А. Шёнберг, «Моисей и Аарон» — Девушка - И. Штраус, «Цыганский барон» — Саффи - Р. Штраус: - «Арабелла» — Арабелла - «Ариадна на Наксосе» — Композитор - П. И. Чайковский: - «Евгений Онегин» — Татьяна - «Пиковая дама» — Лиза |

## Записи
- Julia Varady: Song of Passion DVD (документальный фильм и записи выступлений) EMI Classics
- J.S.Bach: Coffee Cantata, Peasant Cantata CD, London 11/1981, Julia Varady (Soprano), et al., with Academy of St. Martin-In-The-Fields, Phillips Digital Classics